# IBM ViVA
ViVA（英：Virtual Vector Architecture、ビバ）は、複数のスカラー型FPUをグルーピングして、1つのベクトルプロセッサのように稼動させる、IBMの技術である。ViVA-2はその第2世代である。

## 概要
特定のコンピューティングタスクは、1つの命令が1時点では1片のデータしか操作できないスカラー方式より、1つの命令で複数の要素を同時に操作できるベクトル方式の方が、より効率良く扱える。この種の技術は科学技術計算で多く見られ、先駆者であるクレイや日本電気の地球シミュレータなどのベクトル方式のスーパーコンピュータがあるが、これに対するIBMの回答がViVAであった。
ViVAは、IBMとNational Energy Research Scientific Computing Centerにより、8つのデュアルコアPOWER5プロサッセーを使用して、約60-80GFLOPSのコンピューティングパワーを持つ1つのベクトルプロセッサーを構成するブループラネットプロジェクトの中で、開発・実装された。ViVA技術はASC Purpleスーパーコンピュータで使用された。
ViVAはハイエンドのPOWER5ベースのシステムではソフトウェアによる実装であったが、第2世代のViVA-2はPOWER6プロセッサのハードウェアにより直接サポートされた。

## 参照
- IBM supercomputing goes retro – CNet
- Blue Planet: Extending IBM Power Technology and Virtual Vector Processing – NERSC
- Science-Driven System Architecture: A New Process for Leadership Class Computing – NERSC
- An eCLipz Looms on the Horizon – Real World Technologies